# Festuca koritnicensis
Festuca koritnicensis là một loài thực vật có hoa trong họ Hòa thảo. Loài này được Hayek & Vetter mô tả khoa học đầu tiên năm 1924.